# Baldassarre Bonifacio
Baldassarre Bonifacio (Crema, 5 de enero de 1585-Koper, 17 de noviembre de 1659) fue un historiador, teólogo y archivero italiano, obispo de Koper.

## Biografía
Baldassarre Bonifacio nació en Crema el 5 de enero de 1585. Estudió en la Universidad de Padua, donde obtuvo el doctorado en derecho cuando sólo contaba 18 años de edad. Después de haber sido secretario del nuncio apostólico en Alemania, fue nombrado arcipreste de Rovigo, archidiácono de Treviso, y finalmente obispo de Koper. 
Este prelado fundó Academias en Padua y en Treviso para la educación de jóvenes aristócratas. Murió el 17 de noviembre de 1659 a la edad de 75 años.
Bonifacio dejó escritas algunas obras, como las siguientes:
- Stichidion libri XVIII (en latín) (1.ª edición). Venecia: apud Pratum. 1619.
- Musarum seu latinorum poematum pars prima (en latín) (1.ª edición). Venecia: apud Ioannem Iacobum Hertium. 1646.
- Historia ludicra, ex omni disciplinarum genere selecta, libri XX (en latín) (2.ª edición). Bruselas: Joan. Mommartius. 1656.
- Epistolae duae de majoribus Venetorum comitiis et judiciis capitalibus, altera ad Jo. Franciscum Corneanium altera ad Dominicum Molinum. Pieter Burman insertó esta obra en el tomo V de su Thesaurus Antiquitatum et Historiarum Italiae, Lugduni Batavorum, 1722;[2]
- Elogia Contarena, Venecia, 1623, la cual es el elogio de la familia Contarini de Venecia.